# Esteban Echeverría partido
Esteban Echeverría egy partido Argentína középpontjától keletre, Buenos Aires tartományban. Székhelye Monte Grande.

## Népesség
A partido népessége a közelmúltban a következőképpen változott:
| Év   | Lakosság |
| ---- | -------- |
| 2001 | 243 477  |
| 2010 | 300 959  |